# Église protestante Saint-Laurent de Dorlisheim
L'église protestante Saint-Laurent est un monument historique situé à Dorlisheim, dans le département français du Bas-Rhin.

## Localisation
Ce bâtiment est situé rue de l'Église à Dorlisheim.

## Historique
L'édifice fait l'objet d'un classement au titre des monuments historiques depuis 1994.

## Architecture

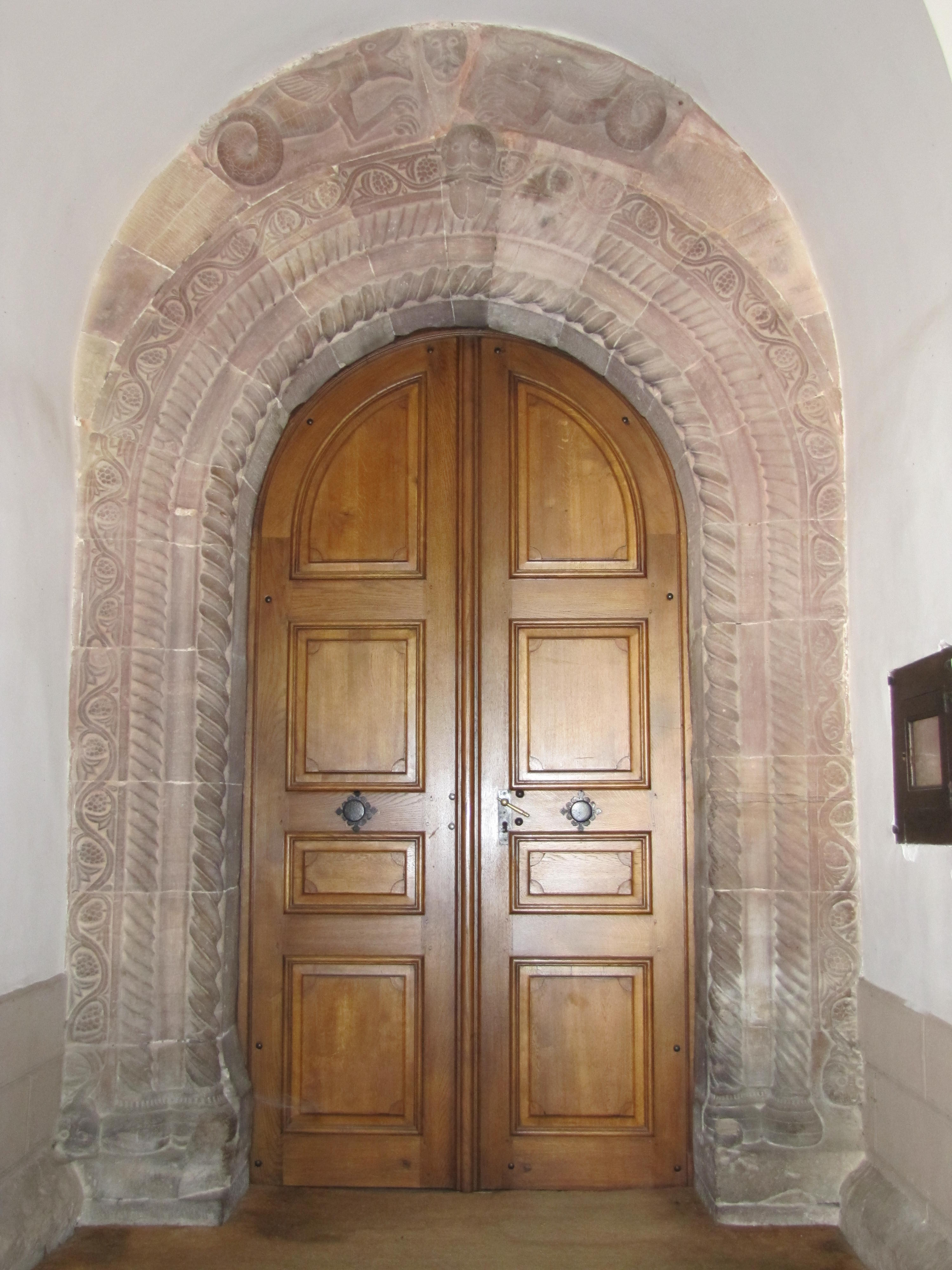
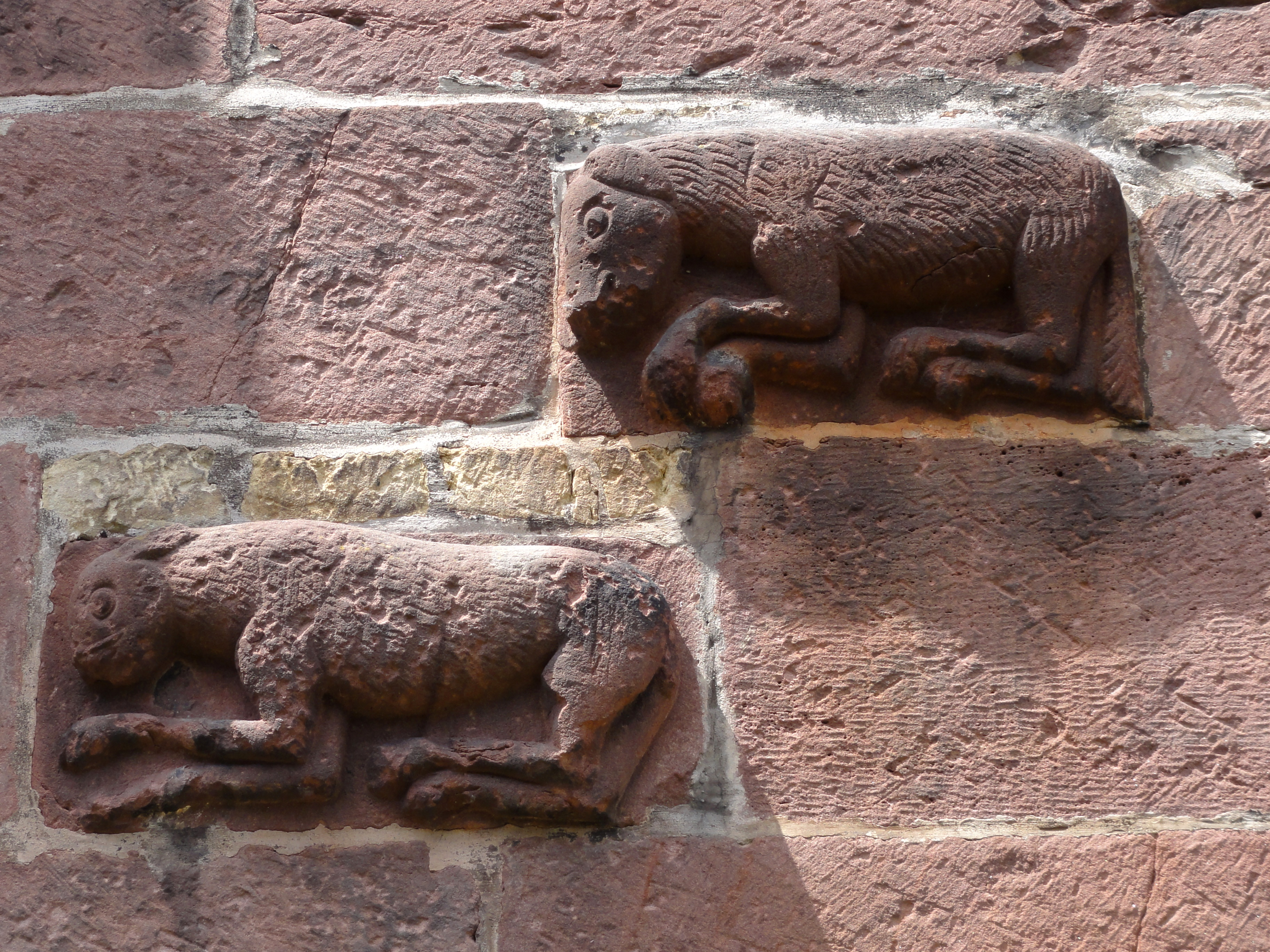
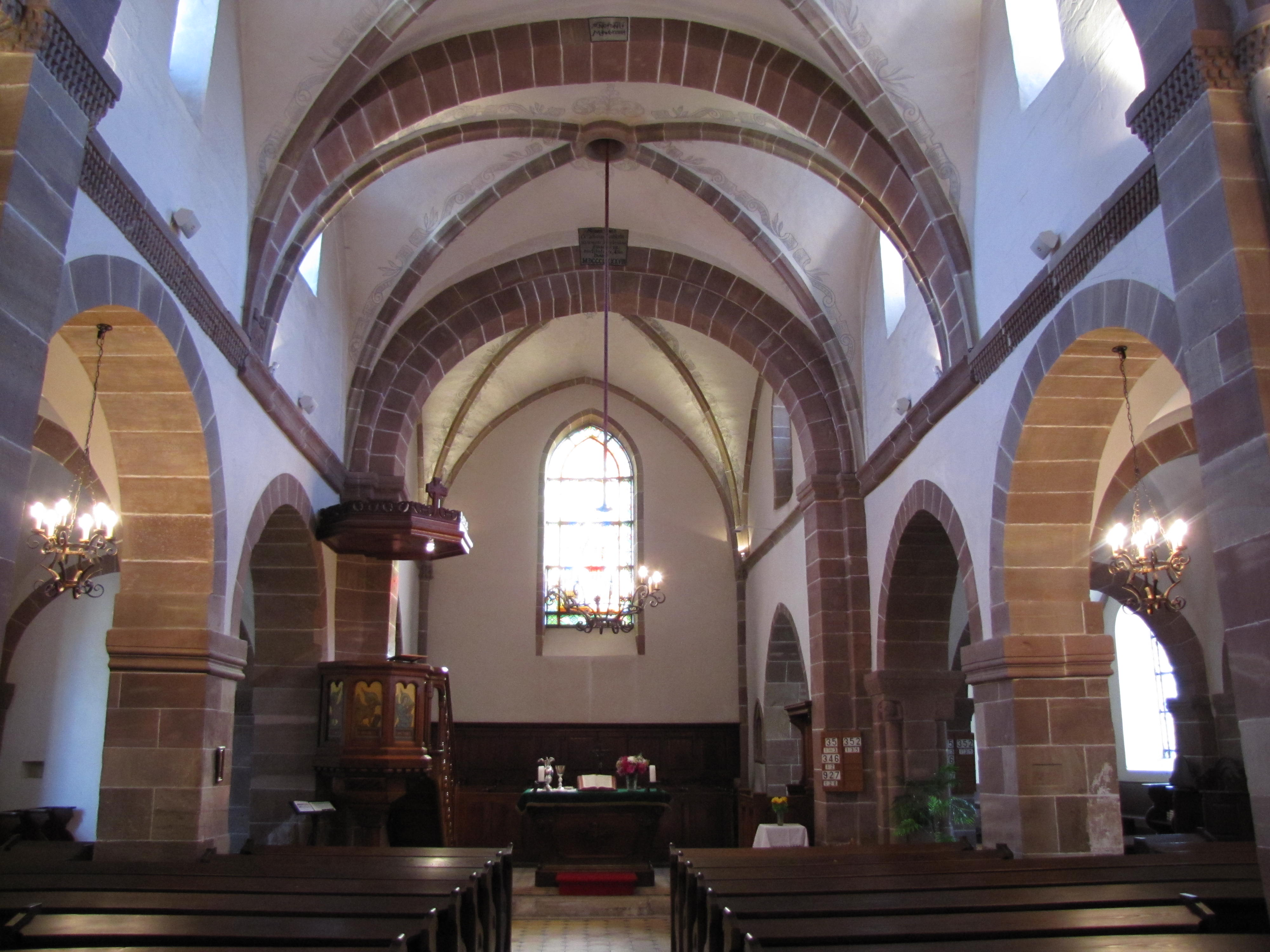
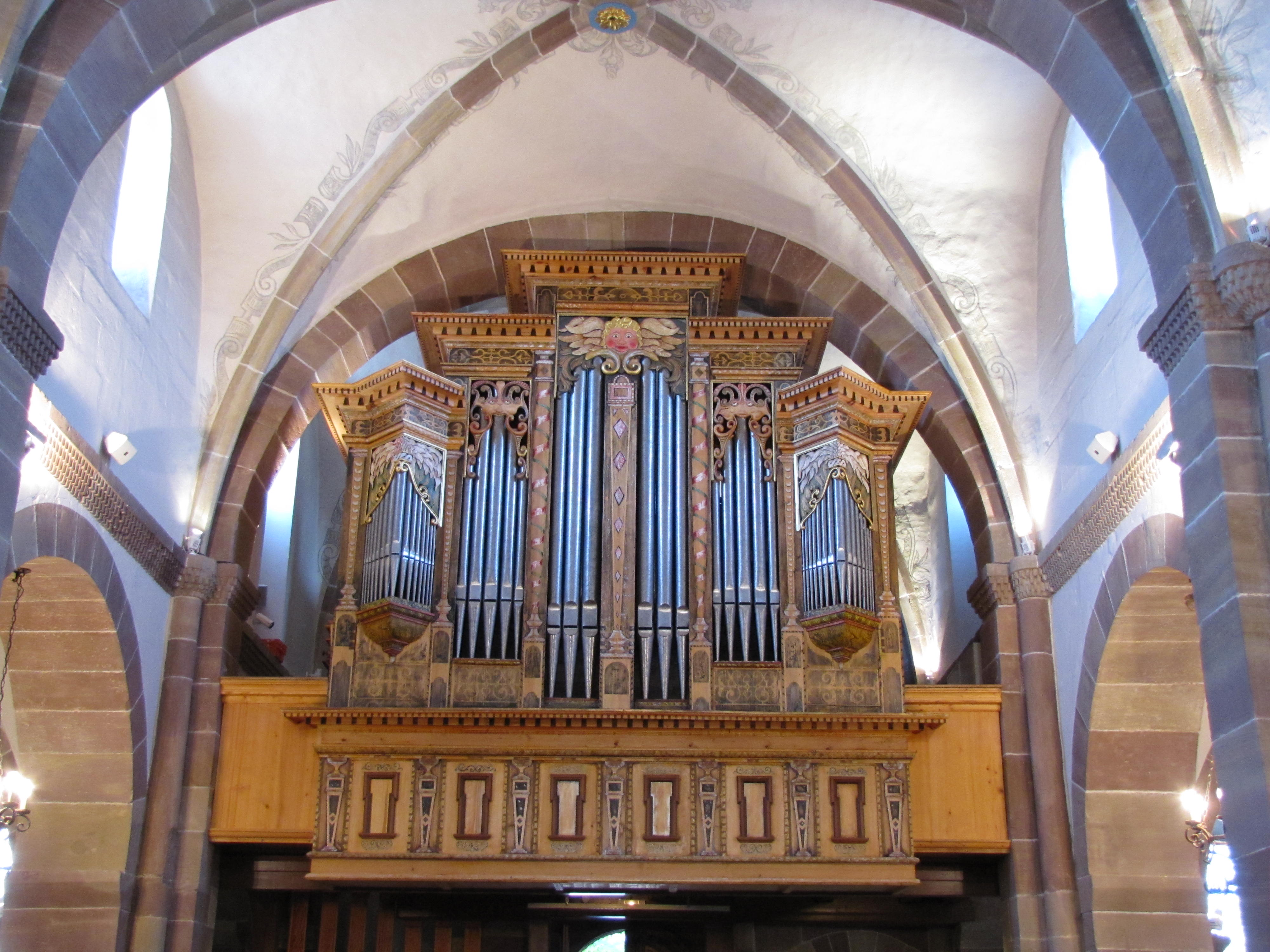